# Miro Kocuvan
za istoimenskega atleta glej Miro Kocuvan mlajši
Miro Kocuvan, slovenski atlet, * 16. julij 1947, Maribor.
Kocuvan je za Jugoslavijo nastopil na Poletnih olimpijskih igrah 1972 v Münchnu, kjer je nastopil v štafeti 4 x 400 m, ki je v svoji kvalifikacijski skupini osvojila peto mesto. Tako se ni uvrstila v nadaljnje tekmovanje.